# Grusino
Grusino (macedónul: Грушино), albánul: Grushina) település Észak-Macedóniában, a szkopjei körzet aracsinovói járásában.

## Népesség
| Lakosok száma | 615  | 724  | 728  | 862  | 879  | 1    | 1007 | 1128 | 883  |
|               | 1948 | 1953 | 1961 | 1971 | 1981 | 1991 | 1994 | 2002 | 2021 |

- 2002-ben 1126 lakosa volt, akik mindannyian albánok.